# Laura van Leeuwen
Laura van Leeuwen is een Nederlands sportbestuurder. Sinds medio 2023 is zij algemeen directeur van MVV Maastricht.

## Carrière

### Voetbalbestuurder
Van Leeuwen begon haar carrière in de voetballerij bij de Nederlandse recordkampioen AFC Ajax, waar ze werkzaam was op de commerciële afdeling. Medio 2023 maakte ze de overstap naar het zuiden van het land en ging ze aan de slag als algemeen directeur van MVV Maastricht. Onder haar leiding kende MVV Maastricht een onrustige periode door een voorgenomen Amerikaanse overname. Deze ketste echter af, waardoor de club dringend op zoek moest naar nieuw kapitaal om het seizoen af te maken. Om van een groot deel van de schuldenlast af te komen startte de club een Whoa-procedure, die werd gehonoreerd door de rechtbank in Limburg. De club ging uiteindelijk in zee met een groep lokale ondernemers.